# Fumi-e

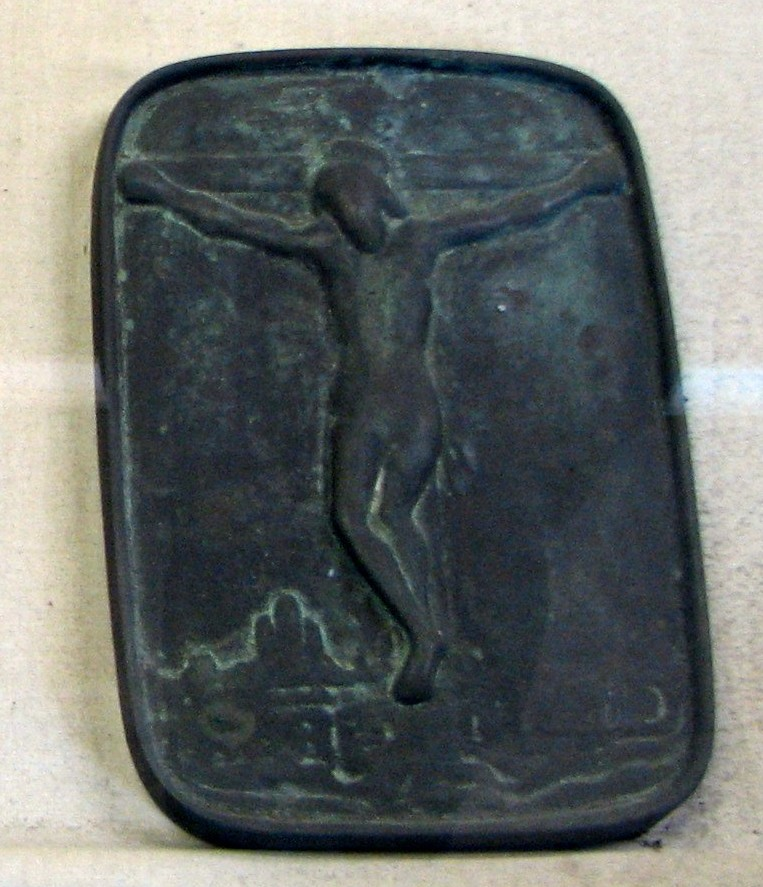
Obraz Chrystusa używany do ujawniania praktykujących katolików i sympatyków

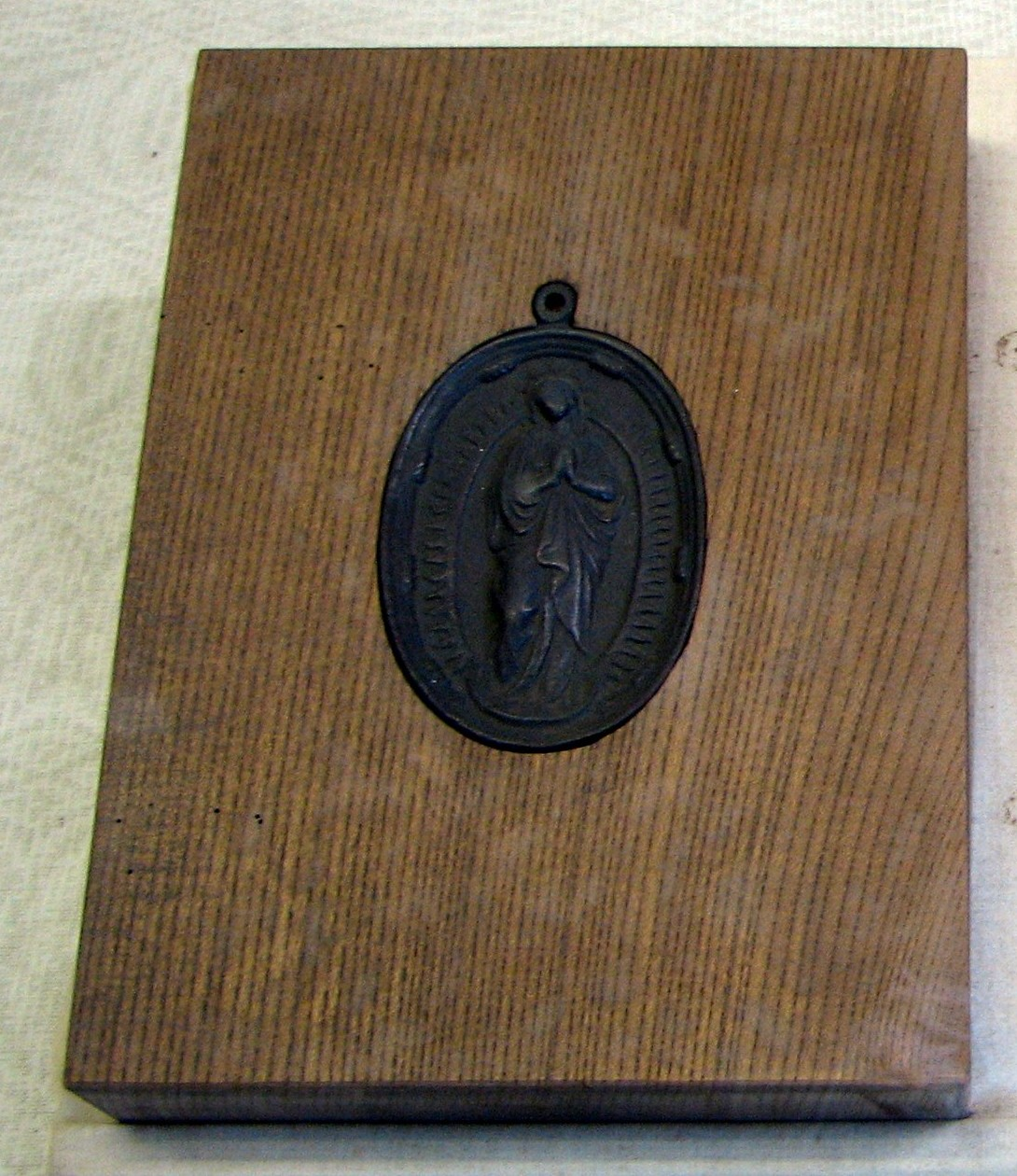
Fumi-e z podobizną Maryi Panny

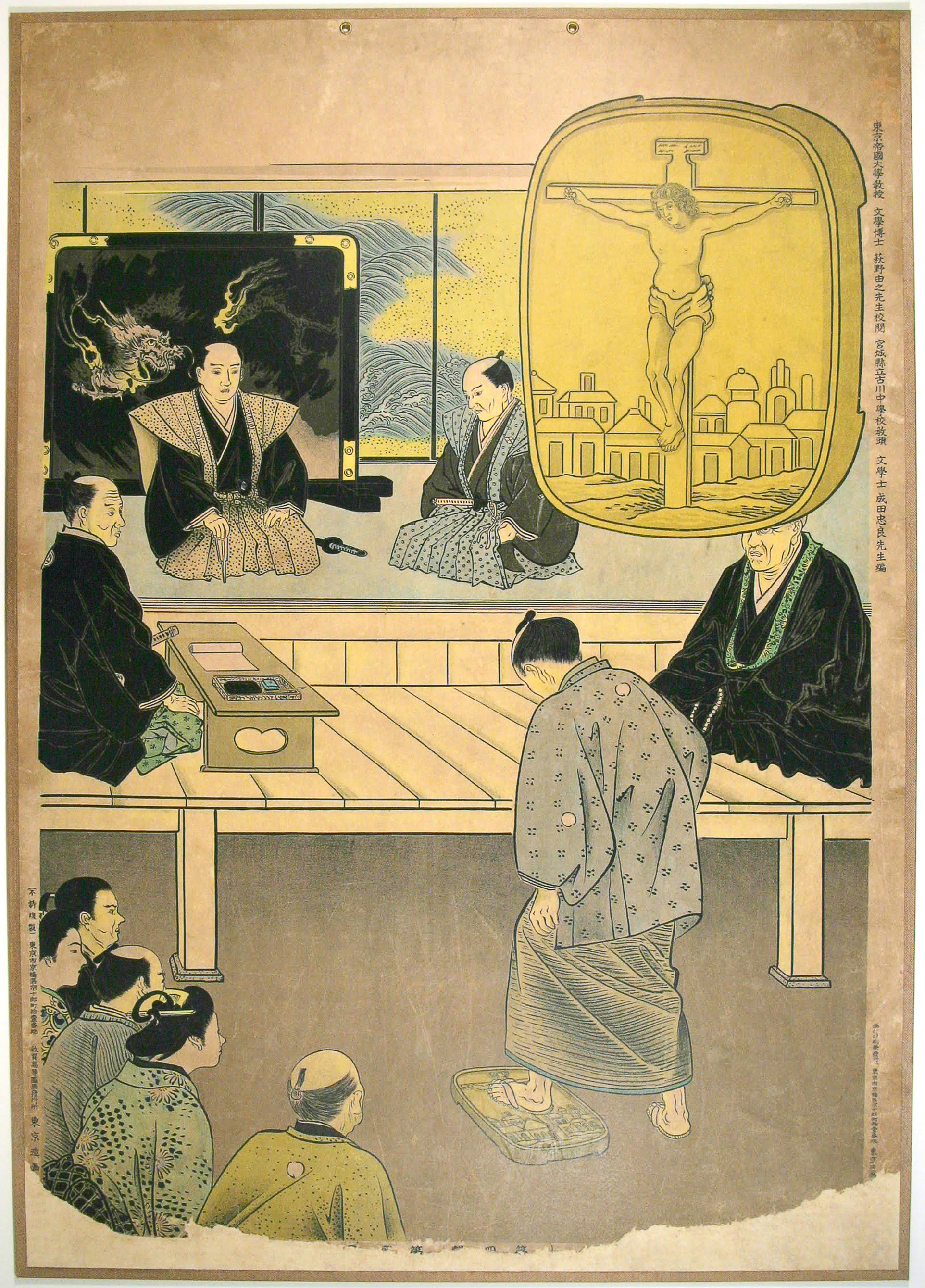
E-fumi („deptanie obrazu”) – test lojalności wobec sioguna, polegający na nadepnięciu na podobiznę Jezusa lub Maryi; ujawnieni chrześcijanie, byli torturowani i zabijani

Fumi-e (jap. 踏み絵 fumi-e; pol. „obraz do deptania”) – podobizna Jezusa lub Maryi, którą władze japońskiego siogunatu Tokugawa kazały deptać podejrzanym o wyznawanie chrześcijaństwa w celu wykazania, iż nie są oni członkami nielegalnej religii. E-bumi (絵踏み), „nakazany akt deptania”. 

## Tło
Chrześcijaństwo zostało wyjęte spod prawa zakazem wydanym przez Hideyoshiego w 1587 roku, a w 1639 (Iemitsu Tokugawa) wprowadzono izolację kraju. Była ona spowodowana przede wszystkim zbyt dużą ingerencją w życie Japonii hiszpańskich i portugalskich kupców oraz misjonarzy jezuickich i franciszkańskich, a także dążeniami do stabilizacji i wzmocnienia władzy sioguna. 
Po raz pierwszy fumi-e zostało zastosowane podczas prześladowań chrześcijan w Nagasaki w 1629 roku. Formalny zakaz wprowadzono dopiero w okresie Meiji. Zakaz wyznawania chrześcijaństwa i polityka izolacji doprowadziły do wydalenia z kraju cudzoziemców (Hiszpanów w 1624 roku, Anglicy sami wycofali się rok wcześniej), a Japończykom zabroniono opuszczania kraju edyktem ogłoszonym w 1635 roku. Jedynymi Europejczykami w Japonii pozostali Holendrzy, którzy jako protestanci nie wahali się deptać wizerunków Matki Boskiej i Chrystusa, co miało świadczyć o tym, iż nie są chrześcijanami. Ostatecznie pozwolono im handlować na sztucznej wyspie Dejima u wybrzeży Nagasaki na Kiusiu.
Fumi-e były obrazami Maryi Panny lub Chrystusa, służącymi rządowi japońskiemu do ujawniania praktykujących katolików i ich sympatyków. Tych, którzy odmawiali podeptania wizerunków, uważano za chrześcijan i wydawano na śmierć, wygnanie lub tortury. W ocenie Kościoła katolickiego, liczba przypadków śmierci męczeńskiej w tamtym okresie wyniosła około trzech tysięcy.

## Forma
Fumi-e były zwykle wykonane z miedzi, brązu, drewna lub wyrzeźbione w kamieniu, a także malowane. Wiele z nich, jeśli nie wszystkie, wykonano z troską, która odzwierciedlała wysokie standardy artystyczne okresu Edo. Do dziś przetrwało niewiele fumi-e, a większość z nich wyrzucono lub przetworzono.